# Тервіс (футбольний клуб)
«Тервіс» (ест. Pärnu JK Tervis) — нині не існуючий естонський футбольний клуб із міста Пярну. Провів кілька сезонів у вищій лізі Естонії в міжвоєнний період і після відновлення незалежності.

## Назви
- «Тервіс» («Pärnu SS Tervis») (1921—1940, 1941—1944)
- КЕК (Pärnu KEK) (~1992)
- «Тервіс» («Pärnu JK Tervis») (1992—1996)
- «Лелле» (Lelle SK) (1996—1998)
- «Тервіс» («Pärnu JK Tervis») (1999—2005)

## Історія
«Тервіс» (в перекладі з естонського — «Здоров'я») — один із перших мультиспортивних клубів міста Пярну. Заснований 11 квітня 1921 року на базі борцовських об'єднань, що існували в 1919—1920 роках при місцевому кінотеатрі «Ідеал». Першим керівником клубу був діяч Союзу оборони Естонії Сергій Манго, серед засновників — поет і майбутній комуністичний керівник Йоханнес Варес, мер Пярну пан Соо, керівник міського відділення Естонського банка пан Кангро. У клубі культивувалися боротьба, важка атлетика, легка атлетика, теніс, футбол та інші види.
У 1921 році «Тервіс» дебютував у чемпіонаті Естонії по футболу, який тоді розігрався на олімпійській системі, спочатку в класі «Б» і регіональних змаганнях. У 1925—1928 роках брав участь у змаганнях провідних команд країни, але незмінно поступався. У 1927 році у чвертьфіналі зазнав поразки 1:16 від талліннського «Спорта». З 1929 року, після переходу чемпіонату країни на кругову систему, клуб кілька років виступав у низьких лігах. У 1935 році повернувся у вищий дивізіон, зайнявши в дебютному сезоні шосте місце з восьми команд. У 1936 році показав найкращий результат у довоєнних чемпіонатах — четверте місце, потім знову було шостим, а в сезоні 1938/39 зайняв місце в зоні вильоту. Цей період також відзначений розгромними поразками від клубу «Естонія» — 1:12 у 1936 році та 1:14 у сезоні 1937/38.
У роки німецької окупації «Тервіс» знову брав участь у вищому дивізіоні. У 1942 і 1943 роках ставав бронзовим призом чемпіонату. При радянській владі був розформований.
У 1992 році клуб був заснований на базі команди «Пярну КЕК» і включений до першої ліга Естонії. У сезонах 1992/93 і 1994/95 став переможцем першої ліги. У сезоні 1993/94 провальний дебютний сезон у новій історії у вищій лізі та посів восьме місце серед 12 команд, однак через скорочення кількості учасників вищої ліги опустився в нижчий дивізіон.
У 1995—1998 роках незмінно брав участь у вищій лізі. У 1995 році виступав у Кубке Інтертото, програв усі 4 матчі. При цьому клуб став партнером одного з провідних естонських клубів, талліннської «Флори», і за рішенням власників у 1996—1998 роках представляв селище Лелле і був перейменований у «Лелле СК». У сезоні 1996/97 показав свій найкращий результат у новій історії — четверте місце в чемпіонаті.
Перед початком сезону 1999 року клуби були розділені — «Лелле СК» залишився у вищому дивізіоні (но не зайняв місце в зоні вильоту), а відновлений «Тервіс» був заявлений у другій лізі. У 2000 році «Тервісу» було віддано місце клубу «Лелле» в першій лізі, звідки через рік він вилетів. У 2002 році клуб став переможцем другої ліги. У 2003—2005 роках грав у першій лізі, після завершення сезону 2005 року був розформований.
У 2022 році клуб під назвою «Тервіс» був відкритий і включений в третю лігу (п'ятий рівень футболу в Естонії). Про спадкоємність до колишнього клубу відомостей немає.

## Статистика виступів
| Сезон     | Ліга        | Місце | Учасники | Матчі | П  | Н | П  | ЗМ | ПМ  | РМ   | О  | Бомбардир                     |
| --------- | ----------- | ----- | -------- | ----- | -- | - | -- | -- | --- | ---- | -- | ----------------------------- |
| 1992      | Есілііга    | 6.    | 8        | 12    | 2  | 4 | 6  | 21 | 26  | -5   | 8  |                               |
| 1992/93   | Есілііга    | 1.    | 9        | 16    | 13 | 0 | 3  | 77 | 15  | +62  | 26 |                               |
| 1993/94   | Мейстріліга | 8.    | 12       | 22    | 5  | 2 | 15 | 18 | 47  | −29  | 12 | Арго Арбейтер Аймар Тинтс (4) |
| 1994/95\| | Есілііга    | 2.    | 6        | 10    | 6  | 1 | 3  | 18 | 4   | +14  | 19 |                               |
| 1994/95\| | плей-офф    | 1.    | 6        | 10    | 7  | 1 | 2  | 32 | 8   | +24  | 22 |                               |
| 1995/96   | Мейстріліга | 6.    | 8        | 24    | 6  | 3 | 15 | 32 | 57  | −25  | 13 | Іван О'Коннел-Бронін (8)      |
| 1996/97   | Мейстріліга | 4.    | 8        | 24    | 8  | 6 | 10 | 26 | 37  | -11  | 20 | Арго Арбейтер (6)             |
| 1997/98   | Мейстріліга | 8.    | 8        | 14    | 3  | 1 | 10 | 11 | 34  | -23  | 10 | 4 гравці (по 2)               |
| 1997/98   | плей-офф    | 1.    | 6        | 10    | 8  | 2 | 0  | 52 | 10  | +42  | 26 |                               |
| 1998      | Мейстріліга | 8.    | 8        | 14    | 0  | 3 | 11 | 10 | 39  | -29  | 3  | Пер Сімен Фоссум (3)          |
| 1999      | Друга ліга  | 3.    | 6        | 20    | 9  | 3 | 8  | 47 | 40  | +7   | 30 | Олексій Галкін (16)           |
| 2000      | Есілііга    | 2.    | 8        | 28    | 16 | 3 | 9  | 63 | 34  | +29  | 51 | Енвер Яагер (12)              |
| 2001      | Есілііга    | 8.    | 8        | 28    | 1  | 0 | 27 | 25 | 146 | −121 | 3  | Том Кярсон (9)                |
| 2002      | Друга ліга  | 1.    | 6        | 20    | 15 | 4 | 1  | 61 | 21  | +40  | 49 | Дмитро Гиришин (14)           |
| 2003      | Есілііга    | 2.    | 8        | 28    | 16 | 5 | 7  | 69 | 36  | +33  | 53 | Ярмо Ахьюпера (13)            |
| 2004      | Есілііга    | 3.    | 8        | 28    | 18 | 2 | 8  | 70 | 50  | +20  | 56 | Михайло Іщук (18)             |
| 2005      | Есілііга    | 5.    | 10       | 36    | 14 | 8 | 14 | 73 | 53  | +20  | 50 | Каупо Маргусонов (12)         |

## Тренери
- Альберт Вольрат (1942—1943)
- Сергій Ратніков (~1993)
- Тармо Рюйтлі (1993—1994)
- Сергій Ратніков (1994—1997)
- Заур Чилінгарашвілі (1997—1998)
- Карел Воолайд (2004—2005)